# Pleurobranchus
Genre
Synonymes
- genre Oscaniella Bergh, 1897[2]
- genre Oscanius Leach, 1847[2]
- sous-genre Pleurobranchus (Oscanius) Leach, 1847[2]
- genre Pseudolibania de Stefani, 1879[2]
- genre Susania Gray, 1857[2]

Pleurobranchus est un genre de mollusques de la famille des Pleurobranchidae.

## Liste des espèces
Selon World Register of Marine Species (9 décembre 2014) :
- Pleurobranchus albiguttatus (Bergh, 1905)
- Pleurobranchus areolatus Mörch, 1863
- Pleurobranchus caledonicus Risbec, 1928
- Pleurobranchus crossei Vayssière, 1897
- Pleurobranchus digueti Rochebrune, 1895
- Pleurobranchus disceptus O'Donoghue, 1929
- Pleurobranchus emys Ev. Marcus, 1984
- Pleurobranchus evelinae T. E. Thompson, 1977
- Pleurobranchus forskalii Rüppell & Leuckart, 1828
- Pleurobranchus garciagomezi Cervera, Cattaneo-Vietti & Edmunds, 1996
- Pleurobranchus grandis Pease, 1868
- Pleurobranchus griseus Bergh, 1905
- Pleurobranchus hilli (Hedley, 1894)
- Pleurobranchus iouspi Ev. Marcus, 1984
- Pleurobranchus lacteus Dall & Simpson, 1901
- Pleurobranchus latipes Bergh, 1905
- Pleurobranchus lowei Watson, 1897
- Pleurobranchus mamillatus Quoy & Gaimard, 1832
- Pleurobranchus membranaceus (Montagu, 1815)
- Pleurobranchus moebii Vayssière, 1898
- Pleurobranchus nigropunctatus (Bergh, 1907)
- Pleurobranchus niveus (A. E. Verrill, 1901)
- Pleurobranchus papillosus (O'Donoghue, 1929)
- Pleurobranchus peronii Cuvier, 1804
- Pleurobranchus sculptatus (O'Donoghue, 1929)
- Pleurobranchus semperi (Vayssière, 1896)
- Pleurobranchus testudinarius Cantraine, 1835
- Pleurobranchus weberi (Bergh, 1905)
- Pleurobranchus ypsilophora Vayssière, 1898

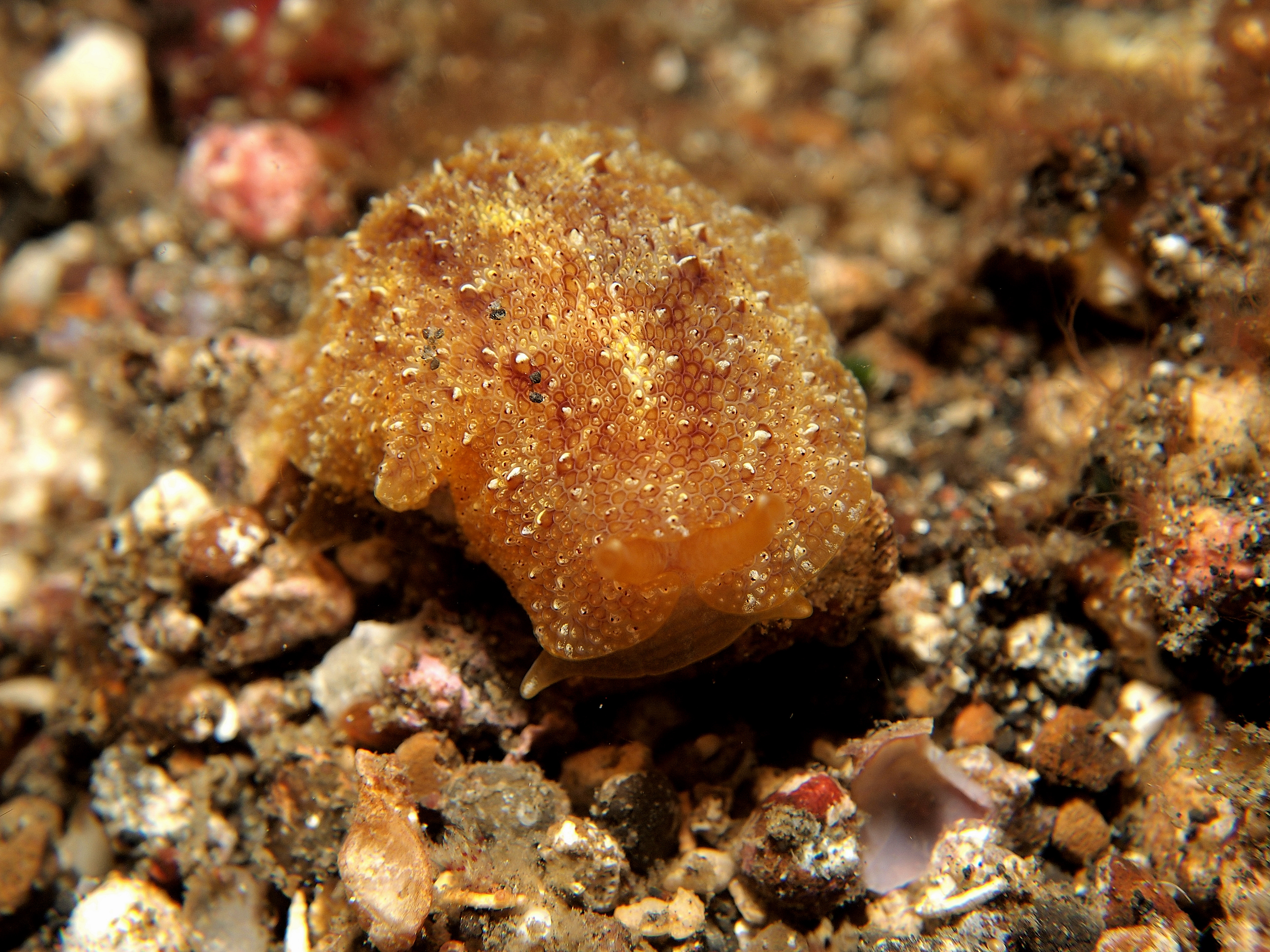
Pleurobranchus albiguttatus
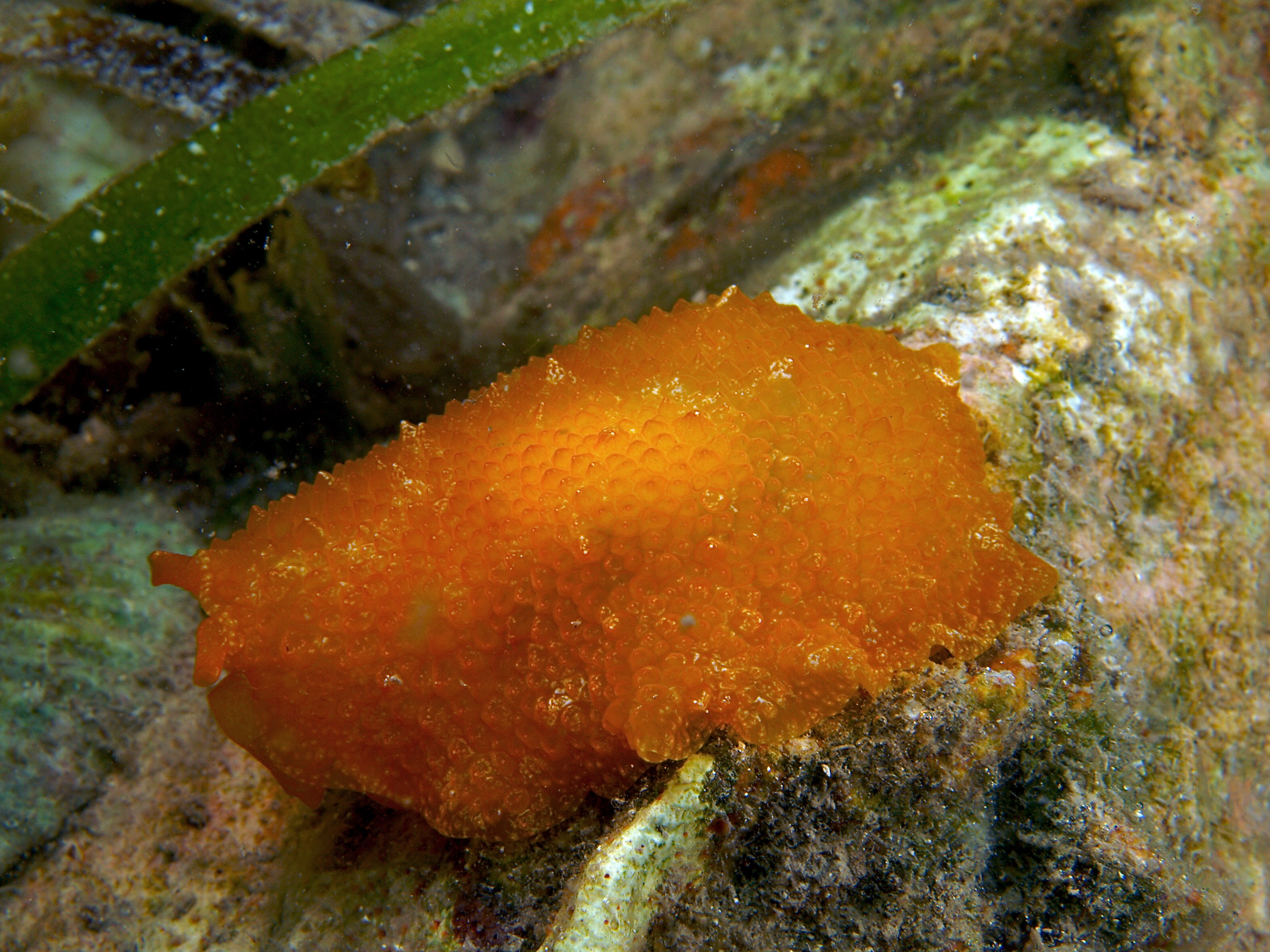
Pleurobranchus areolatus
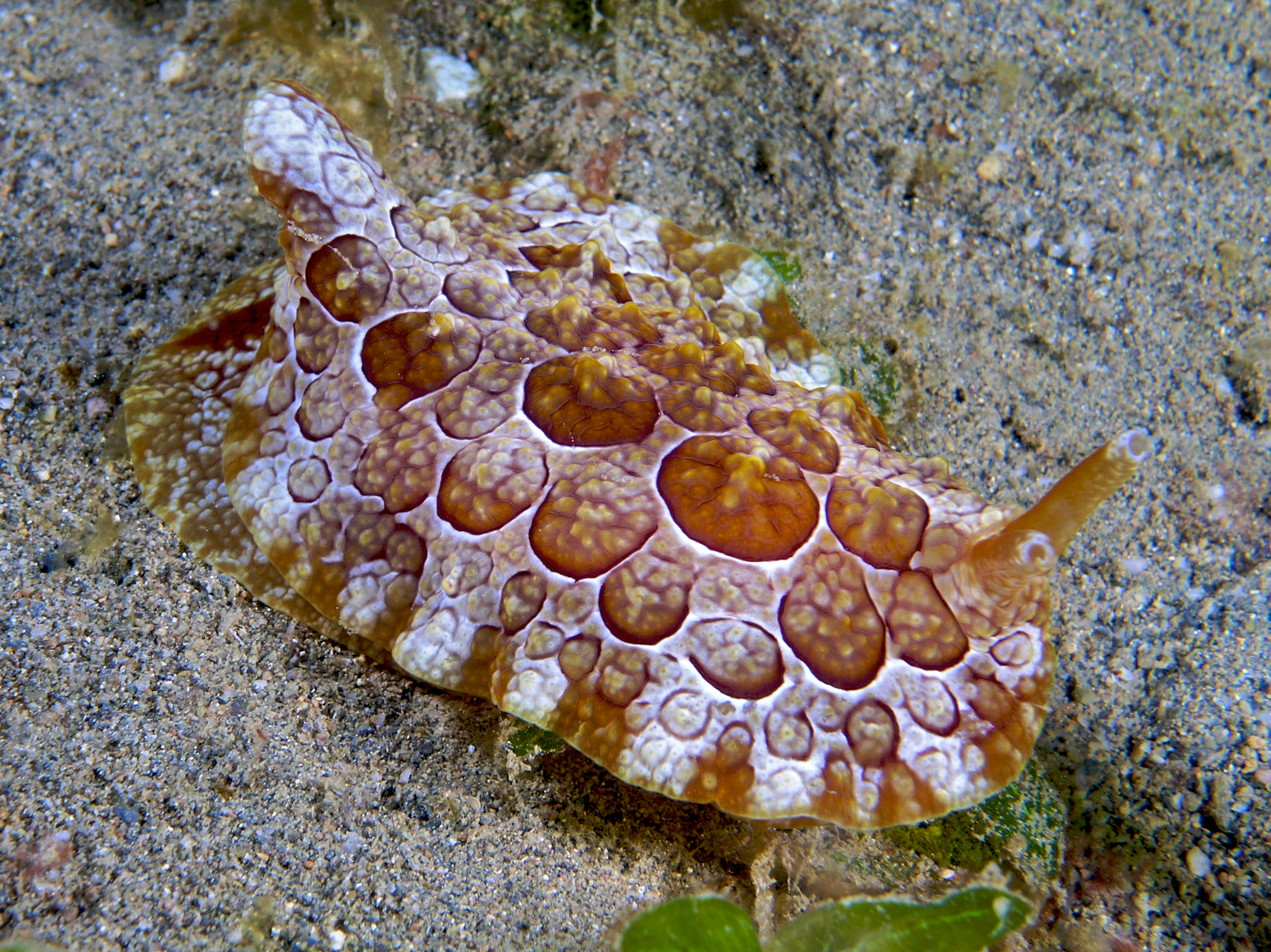
Pleurobranchus forskali
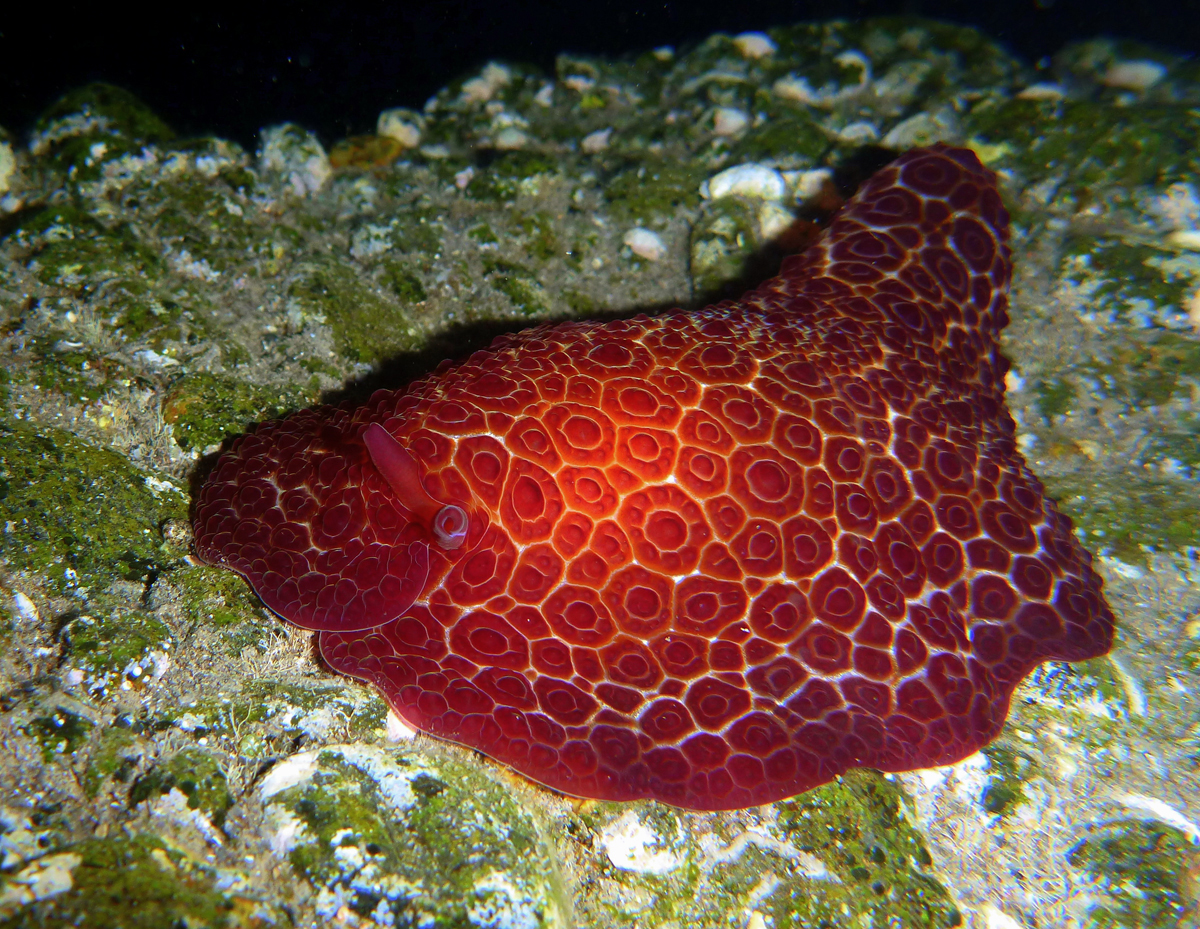
Pleurobranchus grandis
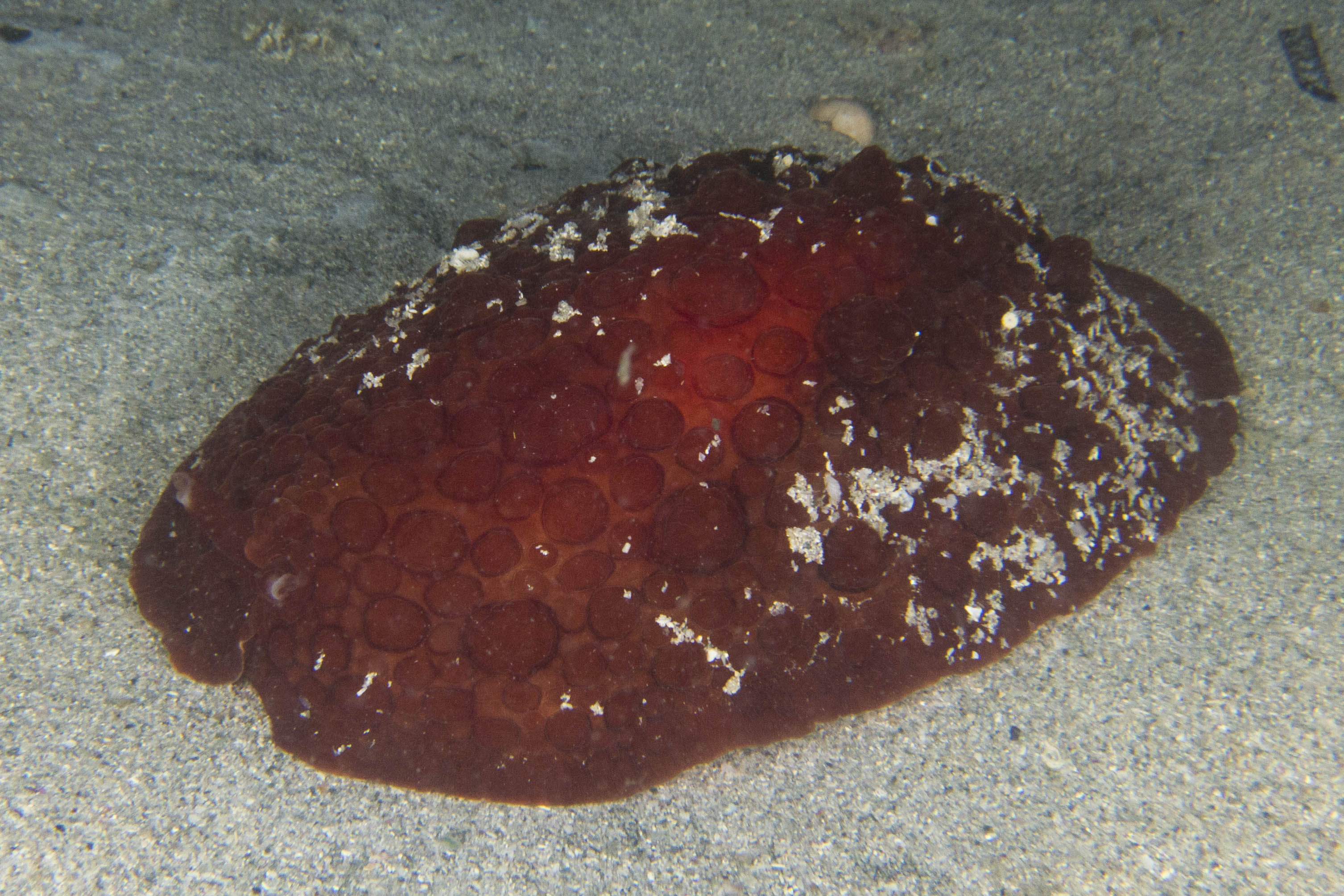
Pleurobranchus hilli
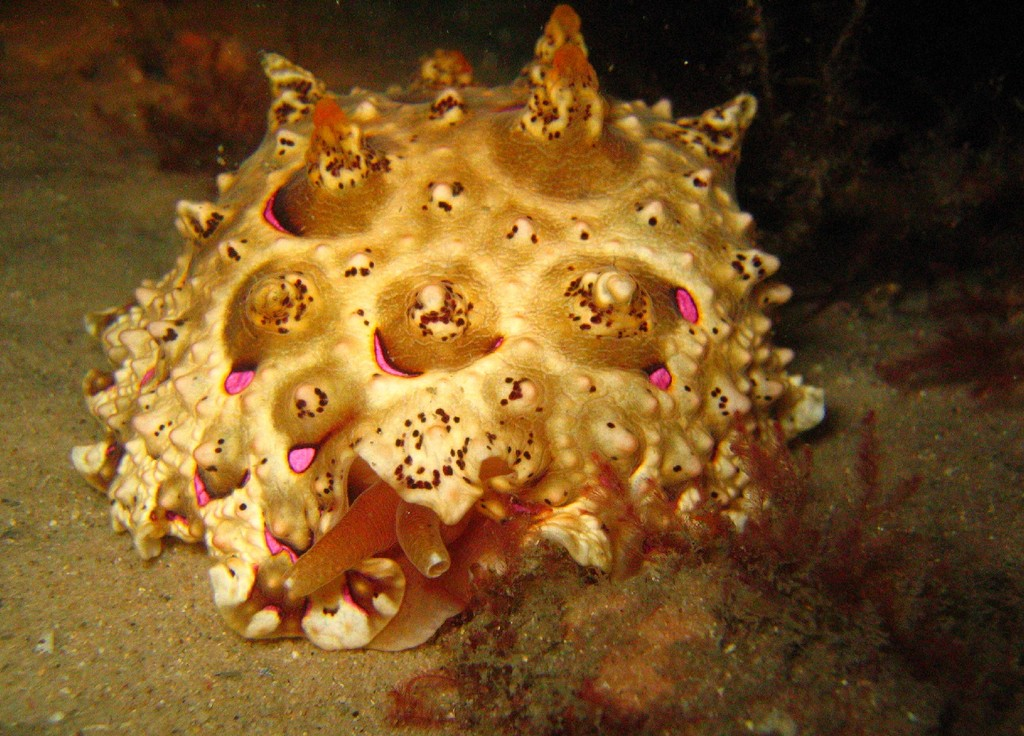
Pleurobranchus mamillatus
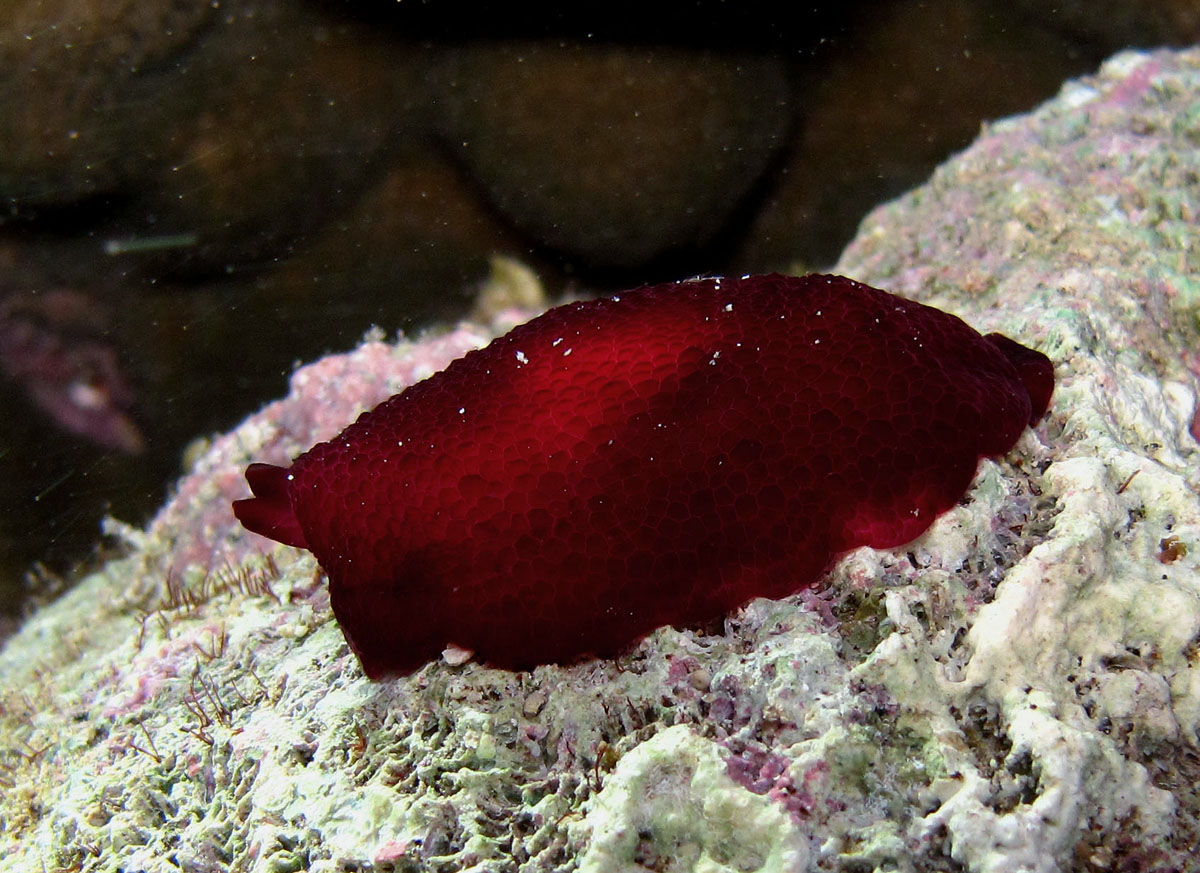
Pleurobranchus peronii
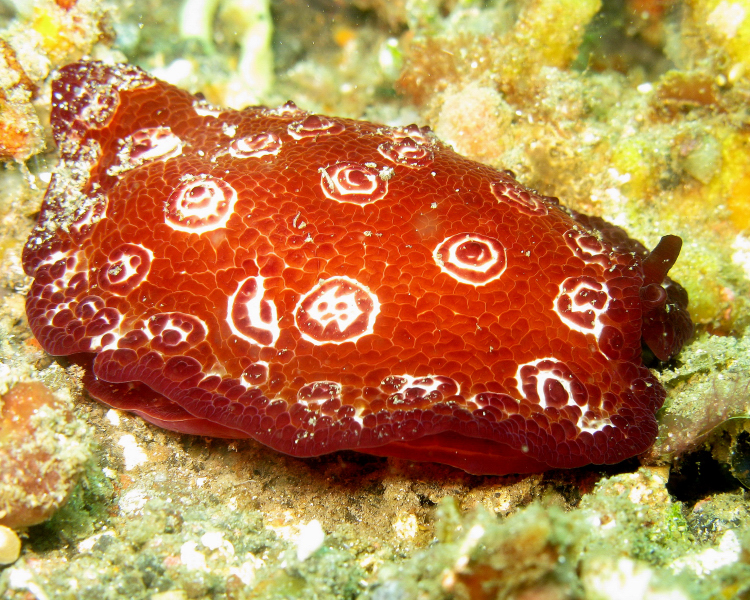
Pleurobranchus weberi
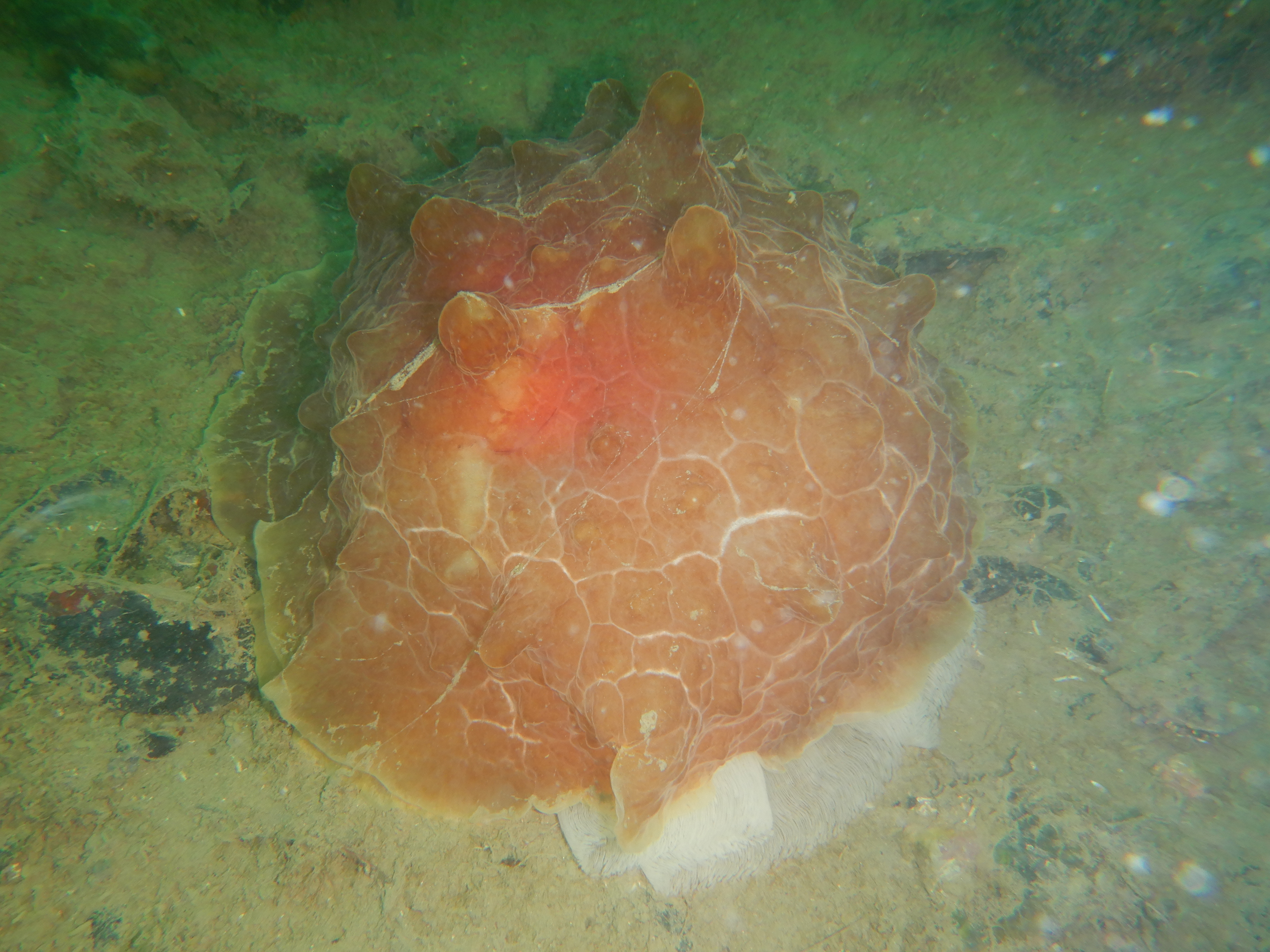
Pleurobranchus testudinarius